# 世茂智慧之门
世茂智慧之门位于杭州市滨江区风情大道与江南大道交叉口280米高的双塔楼，地处高新区(滨江)物联网产业园，距离杭州世纪中心不远，于2015年8月开工，原本预计在2019年建成并投入使用，最终于2022年完工。项目总用地面积33857平米，地上总建筑面积约27万平米，计划总投资40亿，是集办公、商业、教育、生活休闲于一身的城市商务综合体。
开发商为杭州世茂瑞盈置业有限公司。

## 图片
- 世茂智慧之门A楼与西侧的公寓大楼